# 武蔵溝ノ口駅
武蔵溝ノ口駅（むさしみぞのくちえき）は、神奈川県川崎市高津区溝口一丁目にある、東日本旅客鉄道（JR東日本）南武線の駅。駅番号はJN 10。
川崎市民および利用者の大半は、当駅との乗換駅である東急田園都市線・大井町線の溝の口駅を含む駅周辺を「ノクチ」と呼ぶことが多く、駅ビル「ノクティプラザ」の名称の由来にもなっている。

## 歴史

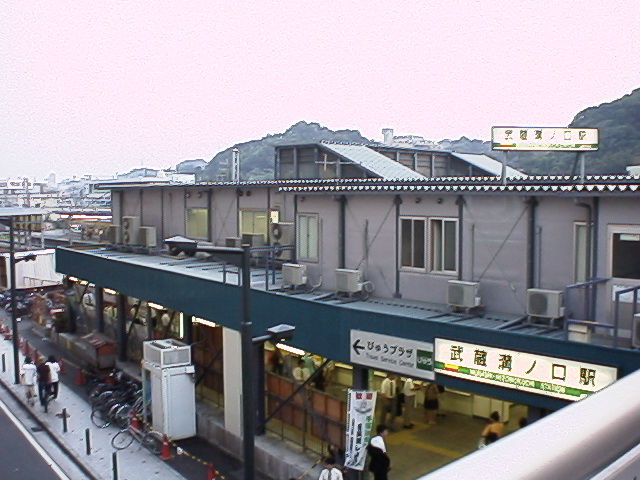
橋上化前の駅舎（1998年8月）

- 1927年（昭和2年）3月9日：南武鉄道線川崎駅 - 登戸駅間の開通時に開業[2][3]。
- 1944年（昭和19年）4月1日：南武鉄道線が国有化[3]、運輸通信省南武線の駅となる[2]。
- 1976年（昭和51年）
  - 3月1日：貨物取扱が廃止[3]。
  - 7月1日：みどりの窓口営業開始[4][5]。
- 1985年（昭和60年）3月14日：荷物扱い廃止[3]。
- 1987年（昭和62年）4月1日：国鉄分割民営化に伴い、東日本旅客鉄道（JR東日本）の駅となる[2][3]。
- 1993年（平成5年）11月2日：常設の改札口に自動改札機を設置[6]。
- 1994年（平成6年）2月24日：臨時口に自動改札機を設置[6]。
- 1998年（平成10年）8月9日：南北自由通路の供用開始にあわせ橋上駅舎化[1]。
- 2001年（平成13年）11月18日：ICカード「Suica」の利用が可能となる。
- 2011年（平成23年）4月9日：復活した南武線快速[7]の停車駅となる。当初は3月12日に開始される予定だったが、東日本大震災の影響により繰り下げ。
- 2017年（平成29年）4月17日：JR東日本が整備する6駅目の『エコステ』モデル駅となる[8][9]。
- 2019年（令和元年）8月31日：びゅうプラザの営業を終了[10]。
- 2024年（令和6年）
  - 4月19日：1・2番線ホームでホームドアの使用を開始[11]。
  - 7月1日：発車メロディを平原綾香の「Jupiter」に変更[12]。
  - 12月24日：3番線ホームでスマートホームドアの使用を開始[13]。

### 駅名の由来
当駅周辺の地名は「溝口」（みぞのくち）であるが、以前は「溝ノ口」とも表記されており（溝口 (川崎市)#地名の表記についてを参照）、当初はそのまま駅名が付けられる予定になっていた。
しかし、当駅開業前に既に国鉄播但線溝口駅（みぞぐちえき）があり、また国鉄線との貨物列車の直通運転も考慮されたことから、開業直前の1927年1月、当駅および中原町駅（後の武蔵中原駅）に旧国名「武蔵」を冠するよう駅名変更手続きがされ、当駅は当初より「武蔵溝ノ口」駅として開業した。
また、当駅の数か月後に開業した玉川電気鉄道（後に東急電鉄大井町線、田園都市線）の駅は当初「溝ノ口駅」と称していたが、1966年に「溝の口駅」へ改称された。このとき東急の他の駅（自由ヶ丘、久ヶ原など）でも同時に「ヶ」「ノ」などが平仮名に改められている。
いずれの場合も読みは同じ「みぞのくち」である。

## 駅構造
上り川崎方面は1面1線（1番線）、下り立川方面は1面2線（2番線・3番線）の島式ホームであるが、それぞれのホームは対向しておらず、ホームの半分が重なる程度にずれている。
駅舎は、最近まで首都圏の乗換駅とは思えないような古い造りで、常設の改札も東口にあるだけだったが、1998年、駅前再開発に伴い橋上駅舎化された。以前は上りホームの立川方に臨時改札があり朝のラッシュ時間のみ使用されていたが、橋上駅舎化とともに廃止された。橋上駅舎と自由通路は広く造られたものの、上りホームの階段・エスカレータが大変狭く、また利用者が一点に集中する構造のため恒常的な混雑が問題化し、改築後にホーム位置をずらす工事が2度追加施工された。
川崎統括センターの直営駅。駅構内は終電から朝4時30分まで閉鎖されるが、自由通路は24時間通行可能である。
2016年、JR東日本が整備する6駅目の『エコステ』モデル駅化工事が開始となり、川崎方面ホームに出店していた『あじさい茶屋』が閉店となった。跡地には『自立型水素エネルギー供給システム』が設置され、駅全体の電気がこのシステムによって賄われる。その他にも、照明のLED化やエコ表示盤などの設置工事も行われた。

### のりば
| 番線 | 路線   | 方向 | 行先                     | 備考                      |
| ---- | ------ | ---- | ------------------------ | ------------------------- |
| 1    | 南武線 | 上り | 武蔵小杉・川崎方面       |                           |
| 2・3 | 南武線 | 下り | 登戸・府中本町・立川方面 | 当駅始発・待避列車は3番線 |

（出典：JR東日本:駅構内図）
かつて当駅始発の電車が主に3番線から発着し、早朝には2番線、朝夕ラッシュ時間帯には1番線からも発車していたが、2015年3月現在、当駅始発の電車は登戸行きの1本と川崎行きの2本のみである。
2014年3月15日のダイヤ改正より、一部の下り各駅停車が3番線で快速の待ち合わせをするようになった。なお、2017年3月4日のダイヤ改正をもって各駅停車の当駅での快速の待ち合わせはなくなり、代わって稲城長沼駅で快速の待ち合わせをすることに変更した。また、2019年3月16日のダイヤ改正で、平日の夕方と土休日の日中のみだが下り各駅停車の3番線での快速の待ち合わせが復活した。
また3番線の隣に川崎側が行き止まりの留置線が2本ある。出入庫は配線の都合上、登戸駅との間を回送で行われる。そのほか、1番線の川崎方で分岐して上りホーム手前で行き止まりとなる短い側線と、ホームの裏までわずかに伸びる側線が2本あり、裏まで伸びている側線はバラスト置場となっていて、まれに保線機械などが留置されている。

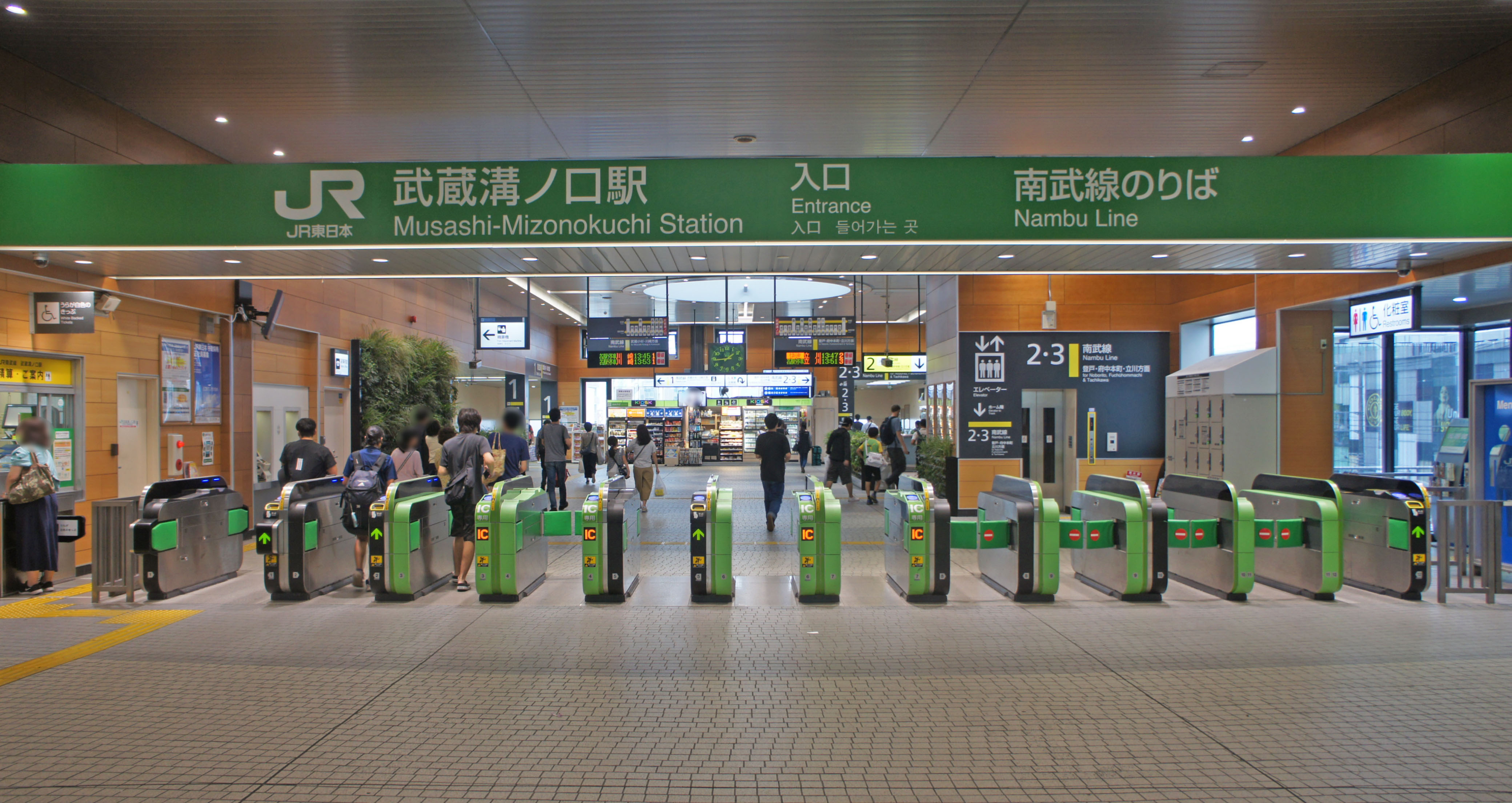
改札口（2019年9月）
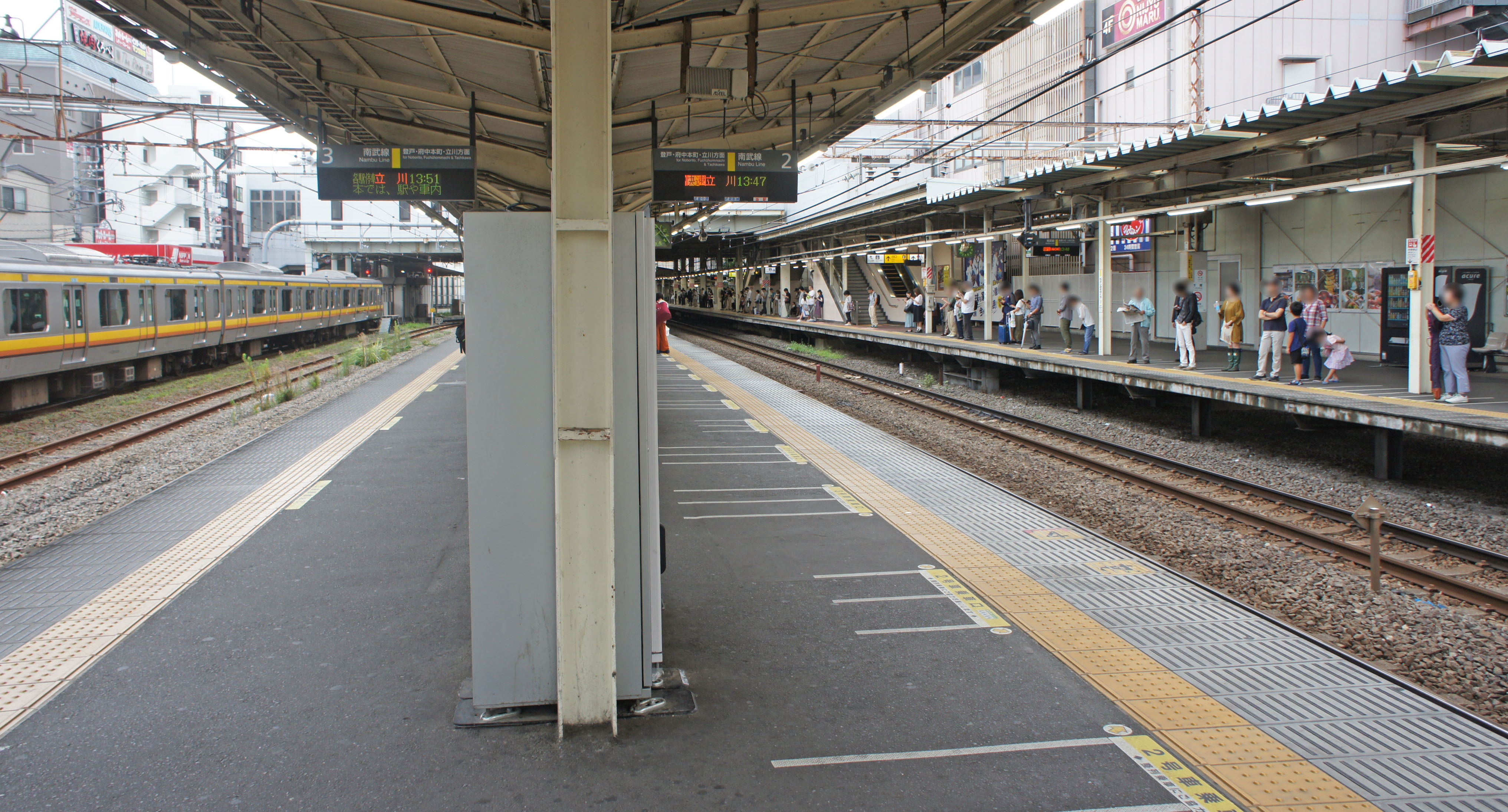
ホーム（2019年9月）

### 発車メロディ
2024年7月1日から2025年3月14日まで、当駅が最寄りの洗足学園音楽大学出身である平原綾香のデビュー曲「Jupiter」を発車メロディとして使用していた。これは川崎市の市制100周年と学校法人洗足学園の創立100周年を記念して企画されたもので、同市が地元ゆかりのアーティストである平原にオファーして実現した。
メロディは平原自らがアレンジと演奏を担当した。制作にあたっては日本全国の発車メロディを研究し、「乗客を導くような心地良さ」を意識したと語っている。
変更当日には当駅で記念セレモニーが開催され、平原や洗足学園音大の現役学生らによるミニライブなどが行われた。また、終了後には平原の一日駅長就任式も行われ、ホームでの出発合図などを行った。
なお、2024年6月30日までは全番線で東洋メディアリンクス制作の「チャイム3B7」を使用していた。同曲は元々当駅のほか、稲田堤、武蔵中原、登戸の3駅でも使用されていたが、いずれも2000年代中頃までに使用を終了しており、以降は当駅が唯一の使用駅となっていた。
2025年3月15日からはワンマン運転開始に伴い、電車備え付けの発車メロディを使用している。

### 駅構内設備
- 駅施設
  - 終日有人駅。みどりの窓口、指定席券売機、カード発売機、ATM「ビューアルッテ」、コインロッカー（詳細は外部リンク先参照）設置。管理駅として、津田山駅と久地駅を管理している。
- エレベーター、エスカレータ、車椅子対応トイレ、点字運賃表が設置されている。
- 売店等
  - NewDaysKIOSK武蔵溝ノ口駅改札内店 - 改札内正面（2017年2月28日に『キオスク』からリニューアルオープン）
  - NewDays武蔵溝ノ口店 - 改札外。南口ホテルメッツ1階
- 食堂
  - 駅そば あじさい茶屋武蔵溝の口店 - 上りホーム（2016年閉店）

## 利用状況
- JR東日本 - 2023年度（令和5年度）の1日平均乗車人員は75,883人である[利用客数 1]。
JR東日本管内の駅では舞浜駅に次いで第51位である。

1995年度（平成7年度）以降の推移は下表の通りである。
| 年度               | 1日平均 乗車人員 | 出典                |
| ------------------ | ---------------- | ------------------- |
| 1995年（平成07年） | 67,841           | [ 乗降データ 3 ]    |
| 1996年（平成08年） | 67,219           |                     |
| 1997年（平成09年） | 66,569           |                     |
| 1998年（平成10年） | 66,860           | [ 神奈川県統計 1 ]  |
| 1999年（平成11年） | 67,571           | [ 神奈川県統計 2 ]  |
| 2000年（平成12年） | 68,339           | [ 神奈川県統計 2 ]  |
| 2001年（平成13年） | 68,518           | [ 神奈川県統計 3 ]  |
| 2002年（平成14年） | 68,414           | [ 神奈川県統計 4 ]  |
| 2003年（平成15年） | 68,666           | [ 神奈川県統計 5 ]  |
| 2004年（平成16年） | 68,642           | [ 神奈川県統計 6 ]  |
| 2005年（平成17年） | 69,175           | [ 神奈川県統計 7 ]  |
| 2006年（平成18年） | 70,704           | [ 神奈川県統計 8 ]  |
| 2007年（平成19年） | 73,612           | [ 神奈川県統計 9 ]  |
| 2008年（平成20年） | 73,315           | [ 神奈川県統計 10 ] |
| 2009年（平成21年） | 74,179           | [ 神奈川県統計 11 ] |
| 2010年（平成22年） | 75,653           | [ 神奈川県統計 12 ] |
| 2011年（平成23年） | 76,774           | [ 神奈川県統計 13 ] |
| 2012年（平成24年） | 79,533           | [ 神奈川県統計 14 ] |
| 2013年（平成25年） | 81,503           | [ 神奈川県統計 15 ] |
| 2014年（平成26年） | 81,509           | [ 神奈川県統計 16 ] |
| 2015年（平成27年） | 83,756           | [ 神奈川県統計 17 ] |
| 2016年（平成28年） | 84,575           | [ 神奈川県統計 18 ] |
| 2017年（平成29年） | 85,355           | [ 神奈川県統計 19 ] |
| 2018年（平成30年） | 86,346           | [ 神奈川県統計 20 ] |
| 2019年（令和元年） | 86,165           |                     |
| 2020年（令和02年） | 63,796           |                     |
| 2021年（令和03年） | 68,305           |                     |
| 2022年（令和04年） | 72,830           |                     |
| 2023年（令和05年） | 75,883           |                     |

## 駅周辺
高津区役所の最寄り駅でもあり、商業・行政共に高津区の中心となっている。
- 当駅周辺の施設および駅前発着の路線バスについては溝口 (川崎市)を参照。
- 隣接する東急電鉄田園都市線・大井町線の駅については溝の口駅を参照。

当駅および隣接する東急田園都市線・大井町線溝の口駅を乗換駅とする一部区間での連絡運輸の取り扱いを行っている。

## 周辺の地名・地理
駅の所在地は溝口であるが、駅の北東が溝口で、東南と西南は久本、北西は下作延である。溝口の地名の元となった多摩川の支流平瀬川は、現在は国道246号線津田山陸橋の北側、津田山駅付近で交差する。かつては当駅付近を流れていたが、津田山（七面山）をトンネルで抜けて多摩川に注ぐように改修された。

## 隣の駅
東日本旅客鉄道（JR東日本）
 南武線
■快速
武蔵新城駅 (JN 09) - 武蔵溝ノ口駅 (JN 10) - 登戸駅 (JN 14)
■各駅停車
武蔵新城駅 (JN 09) - 武蔵溝ノ口駅 (JN 10) - 津田山駅 (JN 11)

### 記事本文